# Morris Stoloff
Morris Stoloff (Filadelfia, 1º agosto 1898 – Los Angeles, 16 aprile 1980) è stato un compositore statunitense di colonne sonore cinematografiche.

## Filmografia
- Addio vent'anni (Over 21) di Charles Vidor - direttore musicale (1945)

## Premi Oscar Miglior Colonna Sonora

### Vittorie
- Fascino (1945)
- Al Jolson (1947)
- Estasi (1961)

### Nomination
- Vogliamo l'amore (1939)
- Tenebre (1942)
- L'inarrivabile felicità (1942)
- Un evaso ha bussato alla porta (1943)
- Uragano all'alba (1944)
- Nasce una stella (1944)
- Address Unknown (1945)
- L'eterna armonia (1946)
- Stanotte ed ogni notte (1946)
- Non c'è passione più grande (1950)
- Da qui all'eternità (1954)
- Le 5.000 dita del Dr. T (1954)
- Incantesimo (1957)
- Fanny (1962)